# Pugmil
Pugmil é um município brasileiro do estado do Tocantins. Localiza-se a uma latitude 10º25'25" sul e a uma longitude 48º53'37" oeste, estando a uma altitude de 340 metros. Sua população estimada em 2016 era de 2.600 habitantes. Está localizado às margens da Rodovia BR-153.
Possui uma área de 398,611 km².
A etimologia do topônimo é a pugmill, nome em língua inglesa de uma ferramenta que mói argila, pedras, cascalhos e outros materiais. 